# Tipula praecisa
Tipula praecisa är en tvåvingeart som beskrevs av Friedrich Hermann Loew 1872. Tipula praecisa ingår i släktet Tipula och familjen storharkrankar. Inga underarter finns listade i Catalogue of Life.